# 1999 (album)
1999 is het vijfde album van de Amerikaanse popartiest Prince en werd uitgebracht in 1982.

## Algemeen
Dit dubbelalbum zorgt in de Verenigde Staten voor Prince zijn grote doorbraak onder het grote publiek en voorzichtig ook daar buiten. Het album bereikte in de Amerikaanse Billboard 200 albumlijst nummer 9.
Vooral op de eerste plaatkant is Prince nog nooit zo ver van zijn Afro-Amerikaanse wortels af geweest en vooral Little Red Corvette doet het dan ook erg goed onder het "blanke" deel van de Amerikaanse jeugd. Het album verlaat echter zijn Afro-Amerikaanse wortels niet en verderop op het album horen we Prince terug in uitgerekte funknummers, sommige hiervan met duidelijk p-funk-invloeden. Naast het nog verder uitwerken van de combinatie funk, new wave, rock en r&b, horen we in veel nummers de invloed van elektronica, gecombineerd met lange gitaarsolo's en -effecten.
Ook het thema seks is in al zijn hoedanigheden weer aanwezig (Automatic en International Lover), ook al zijn de teksten wel cryptischer en wordt het onderwerp sterker vermengd met religie en spiritualiteit (Let's Pretend We're Married). Hij laat zich ook van zijn idealistische kant zien (Free) , alsmede van zijn kritische kant op All the Critics Love U In New York, waarop Prince zich sterk kritisch uitlaat over de gevestigde muziekjournalistiek. 1999 is het eerste album waar Prince de kleur paars gebruikt, op het volgende album Purple Rain wordt dit thema nog verder uitgewerkt.

## Nummers
| 01. | 1999                                      | 6:37 |
| 02. | Little Red Corvette                       | 5:03 |
| 03. | Delirious                                 | 4:00 |
|     |                                           |      |
| 04. | Let's Pretend We're Married               | 7:21 |
| 05. | D.M.S.R.                                  | 8:17 |
|     |                                           |      |
| 06. | Automatic                                 | 9:28 |
| 07. | Something In The Water (Does Not Compute) | 4:02 |
| 08. | Free                                      | 5:08 |
|     |                                           |      |
| 09. | Lady Cab Driver                           | 8:19 |
| 10. | All the Critics Love U In New York        | 5:59 |
| 11. | International Lover                       | 6:37 |

## Singles
Er werden vijf singles uitgebracht; 1999 (24 september 1982), Little Red Corvette (9 februari 1983), Delirious (17 augustus), Automatic (alleen in Australië) en Let's Pretend We're Married (23 november).
Er werden op de B-kanten van deze singles drie nog niet eerder uitgebrachte nummers uitgebracht; How Come U Don't Call Me Anymore (B-kant 1999), Horny Toad (B-kant Delirious) en Irresistible Bitch (B-kant Let's Pretend We're Married).
De videoclip van Little Red Corvette was een van de eerste videoclips van een artiest van Afro-Amerikaanse afkomst op de nieuwe Amerikaanse muziekzender MTV. Dit feit en het popgeluid van de singles 1999 (Nederland: nr. 13, Verenigde Staten: nr. 12), Little Red Corvette (VS: nr. 6) en Delerious (VS: nr. 8), zorgde er waarschijnlijk voor dat de singles het erg goed deden in de Amerikaanse hitlijsten en het titelnummer ook daar buiten.

## Albumhoes
Op het eerste gezicht is de paarse hoes, waarop in creatief vormgegeven letters en cijfers valt te lezen; Pr1nce 1999, niet noemenswaardig interessant. Toch zijn er in de cijfers en de letters enkele referenties te vinden naar toekomstig werk en naar vorig werk. Opvallende letters of cijfers zijn:
- De letter i (van Prince), die veranderd is in het cijfer 1, bevat een middenstuk waar te lezen valt in spiegelbeeld; and the revolution. Het volgende album zal uitgebracht worden onder de bandnaam Prince and The Revolution.
- Het cijfer 1 (van 1999) heeft de vorm van een penis.
- Het eerste cijfer 9, bevat het teken van androgynie, het teken van de man en de vrouw in één; . Dit zal op het volgende album en begin jaren 90 een gebruikt symbool blijven, waarna het in 1992 uitgebreid zal worden tot het bekende "onuitspreekbare symbool", die eerst de naam van een album was en tussen 1993 en 2000 zijn artiestennaam.
- Het tweede cijfer 9, bevat de "Rude Boy"-button, die hij op zijn twee voorgaande albums op had.

## Ontstaan
De opnames werden gehouden tussen 14 januari tot en met augustus 1982 in zijn thuisstudio in Minneapolis, in de Amerikaanse staat Minnesota en in Sunset Sound in Los Angeles, in de Amerikaanse staat Californië.
Warner Bros. had in eerste instantie moeite met een dubbelalbum, echter manager Steve Fargnoli wist de platenbonzen te overtuigen.

## Instrumentatie, zang en composities
Zoals al op de albumhoes in spiegelschrift valt te lezen had Prince zijn band omgedoopt in The Revolution. De band was ook meer te horen dan voorheen, ook al had hij alles zelf gecomponeerd en het merendeel zelf ingespeeld. Opvallend genoeg gebruikte hij maar op één nummer (International Lover) zijn kopstem als hoofdzang.
De volgende muzikanten waren ook te horen op het album:
- Lisa Coleman; vocalen op 1999 en achtergrondvocalen op Little Red Corvette, Delirious, D.M.S.R. (incl. handklap), Automatic en Free.
- Dez Dickerson; gitaar op Little Red Corvette, vocalen op 1999 en achtergrondvocalen op Little Red Corvette.
- Jill Jones; vocalen op 1999, achtergrondvocalen op Automatic, Free en Lady Cab Driver.
- Brown Mark; achtergrondvocalen en handklap op D.M.S.R..
- Wendy Melvoin; achtergrondvocalen op Free.
- Vanity; achtergrondvocalen op Free.
- "The Count", Peggy McCreary, Carol McGovney, "Poochie" en Jamie Shoop; achtergrondvocalen en handklap op D.M.S.R..

## Diversen
Meerdere nummers van het album werden gecoverd, waaronder het nummer 1999, onder andere door Gary Numan in 1992 en de Mike Flowers Pops Orchestra in 1998. Let's Pretend We're Married kwam terecht op het Tina Turner album Tina Live In Europe uit 1988.
De B-kant van 1999, How Come U Don't Call Me Anymore werd gecoverd door Stephanie Mills in 1983 en Alicia Keys in 2001, waar ze ook een hit mee scoorden.
Het nummer 1999 is in 1999, in een opnieuw opgenomen en geremixte versie, opnieuw uitgebracht.